# Історія Суринаму

До приходу європейців Суринам населяли племена кочівників-араваків, карибів і варрау.

## Середньовіччя
В 1498 році Христофор Колумб виявив узбережжя країни. Першими європейцями, які заснували тут поселення, були нідерландці в 1581 році, однак колонізація країни почалася англійцями. Корінні жителі були обернені в рабство.
У 1667 році після низки збройних зіткнень Британська імперія визнала Суринам колонією Нідерландів в обмін на Новий Амстердам (територія нинішнього Нью-Йорку). В результаті цього державною мовою є нідерландська мова, проте більшість населення говорить на «такі-такі» (або негро-інгліш) — поєднання африканських мов з англійською.
Голландці привезли рабів з Африки і заснували плантації цукрової тростини і бавовни.

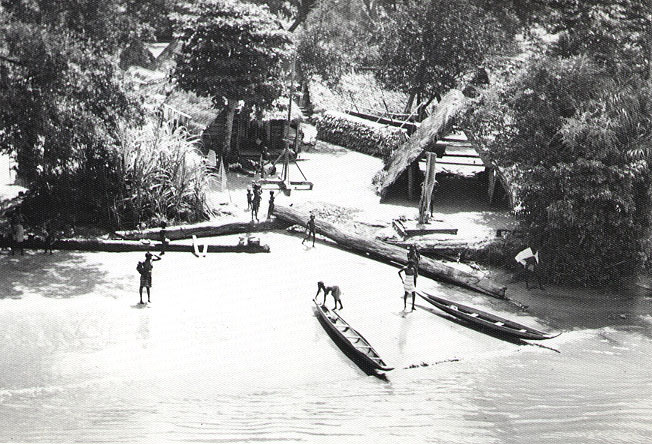
Село Марунів на річці Суринам, 1955 рік

## ХІХ століття
У 1863 році рабство було скасовано, хоча раби ще кілька років були зобов'язані працювати на тих же плантаціях за плату. Після цього в Суринам прибували наймані робітники дляробіт на плантаціях з Індії та Індонезії, що призвело до етнічної різноманітності суринамської населення. Країна залишалася колонією Нідерландів під назвою Нідерландська Гвіана до 1975 року («приєднана територія» Королівства Нідерландів — з 1922 року, широка автономія — з 1954).

## ХХ століття
З появою іммігрантів з Азії структура господарства Суринаму різко змінилася — на зміну плантаторському господарству прийшло дрібнонаділне селянське господарство. У 1920-х роках почався розвиток промисловості Суринаму, основою якої стали рудники з видобутку бокситів, золота, а також підприємства з переробки різних видів сільськогосподарської продукції.
25 лютого 1980 в Суринамі був здійснений військовий переворот. Він був організований 34-річним старшим сержантом Дезі Баутерсе (головою профспілки військовослужбовців), з допомогою ще 15 сержантів. Баутерсе став правити Суринамом як глава створеної ним Національної Військової Ради (присвоївши собі військове звання підполковника — вищого в суринамській армії). Він розпустив парламент, скасував конституцію, ввів в країні надзвичайний стан і створив спеціальний трибунал, що розглядав справи членів колишнього уряду і великих підприємців. Різко охолонули стосунки з колишньою метрополією і зміцнилися відносини з Кубою, революційним урядом Гренади, сусідніми Гаяною і Нікарагуа.
Були ліквідовані кілька спроб контрпереворотів (зокрема, в серпні 1980 р. — силами, пов'язаними з колишнім прем'єр-міністром Хенком Арроном і при співчутті президента країни Йохана Фер'є, який пішов у відставку на вимогу командування армії; в березні 1981 р. — силами, орієнтованими на КНР; у березні 1982 р. — вкрай правими силами на чолі з лейтенантом С. Рамбокусом і старшим сержантом У. Хокером, що призвело до тяжких дводенних боїв у столиці).
Баутерсе проголосив «програму морального оздоровлення суринамської нації». Кілька діячів колишнього уряду були страчені. У відповідь на це Нідерланди припинили надавати фінансову допомогу Суринаму. Тим часом Баутерсе став націоналізувати промисловість Суринаму. Після цього в Суринамі виникли великі економічні труднощі (виробництво продукції різко знизилося), почалися страйки і акції протесту населення.
В 1986 у Суринамі почалася партизанська війна проти режиму Баутерсе. Її організував Ронні Брюнсвийк, один з 15 сержантів, які брали участь у перевороті під керівництвом Баутерсе. Брюнсвийк після перевороту не був підвищений у званні, тому він, будучи маруном («лісовим негром») звинуватив режим Баутерсе (креола-мулата) в расизмі і створив з «лісових негрів» партизанські загони, які активно діяли на сході Суринаму.
У 1987 Баутерсе погодився на відновлення конституції і проведення виборів, за умови, що він залишається главою збройних сил Суринаму. Проте очолювана ним партія отримала на виборах лише 3 місця в парламенті з 50, в той час як опозиція — 40.
У 1990 Баутерсе знову скинув обраний уряд, проте в 1991 дозволив провести нові вибори і перестав бути правителем Суринаму. З тих пір Суринамом керують коаліційні уряди. Економічна ситуація в Суринамі покращилася в результаті диверсифікації господарства і розробки родовищ нафти.

## ХХІ століття
З 1991 по 1996 рік президентом країни був Рональд Венетиан, противник Д. Баутерсе. З 1996 по 2000 рік — Жюль Вейденбос і з 2000 року по 2010 рік — знову Рональд Венетиан. 25 травня 2010 року відбулися чергові вибори в парламент, в результаті яких перемогла правляча Національна Демократична партія і її кандидат на пост президента — Дезі Баутерсе
У 2010 році Дезі Баутерсе вдалося виграти президентські і парламентські вибори і повернутися до влади законним шляхом. 14 липня 2015 року, після перемоги його партії на виборах, він був переобраний.
В грудні 2023 року, колишньому диктатору Сурінаму Дезі Бутерсе буде винесено остаточний вердикт у багаторічному судовому процесі щодо вбивств в 1982 році 15 політичних опонентів, які глибоко вразили південноамериканську країну. Дезі Бутерсе та ще два десятки інших були звинувачені в захопленні відомих людей, зокрема юристів, журналістів і професора університету, і страті їх у колоніальній фортеці в столиці Парамарибо.